# Haptonomie

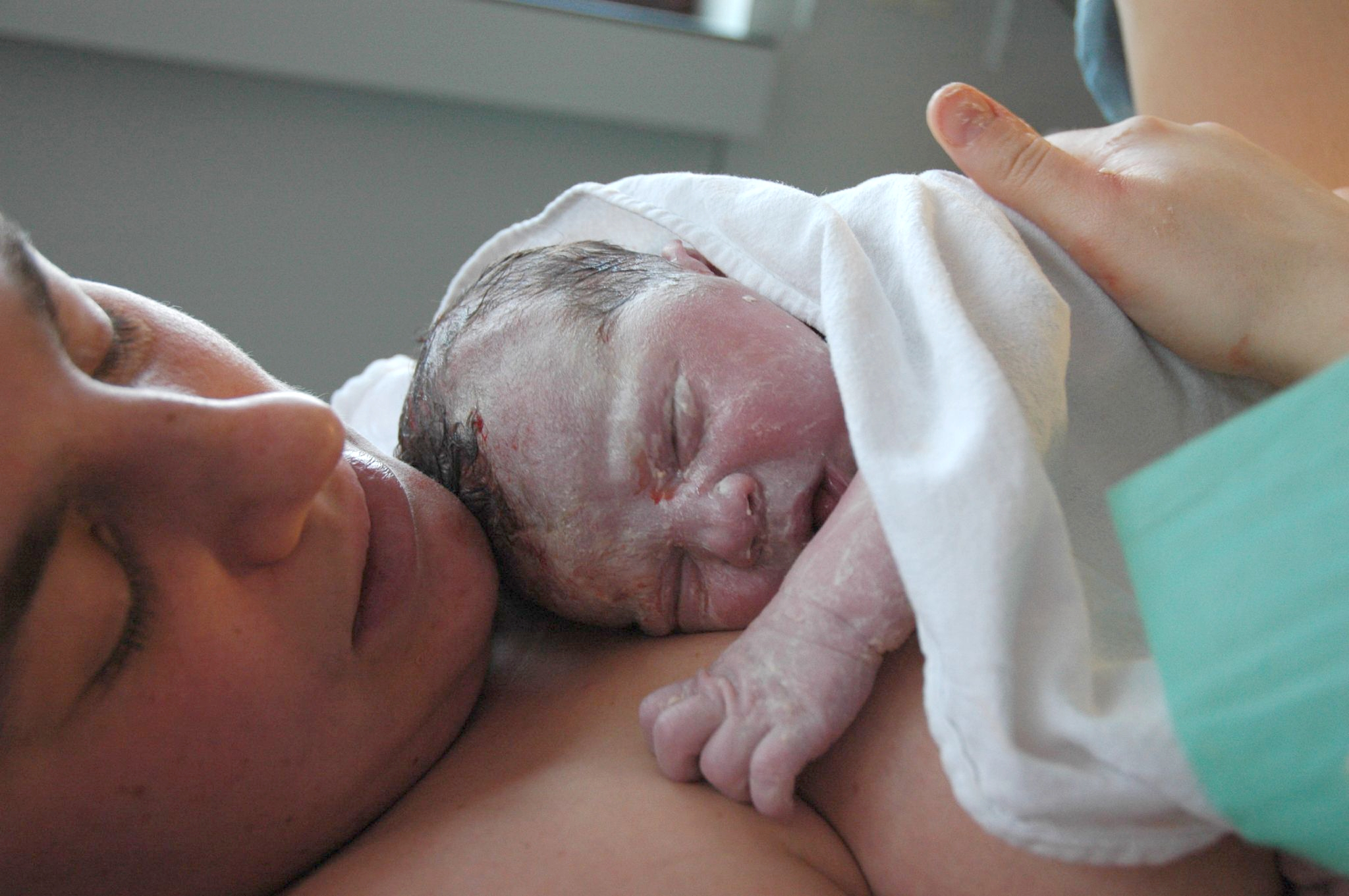
Premier contact avec le nouveau-né.

L'haptonomie est définie comme la science de la vie affective qui étudie et met en œuvre les phénomènes propres aux contacts affectifs dans les relations humaines,. Elle peut s'appliquer à toutes les pratiques de soin et d'éducation auxquelles elle apporte une grille de lecture résolument nouvelle.
Le concept a été créé par Frans Veldman (1921-2010), chercheur en sciences de la vie, à partir des termes grecs ἅπτω / háptô « établir un contact » et νόμος / nómos « la loi, la norme ». Dès la fin de ses études de médecine, en pleine guerre mondiale, sur la base de ses propres expériences, de son attrait pour l'empirisme et la phénoménologie, il a élaboré une pratique et une théorie fondées sur la place essentielle de l'Affectif conçu comme l'organisateur constant de l'interaction entre soma et psyché, qui permet de considérer la personne humaine comme une unité affectivo-somato-psychique, ce qui dépasse le dualisme habituel.
L'accompagnement haptonomique prend appui sur la qualité sécurisante et confirmante du contact affectif. Si son champ d’application le plus connu est l’accompagnement pré- et postnatal, il faut aussi compter avec l'haptopsychothérapie, avec le traitement des troubles physiques (haptosynésie), et avec l’art de mobiliser une personne dans l'acte de soin (kinésionomie clinique).
L’haptonomie s’applique dans des domaines aussi variés que la puériculture, l’obstétrique, la pédagogie ou encore les soins palliatifs.

## Principes
Selon Catherine Dolto, il s'agit d'une « science humaine, phénoménologique et empirique qui permet dans la réalité de l’ici et maintenant de la rencontre d’aborder l’humain dans le réel de sa globalité corps, psyché, affectivité sans aucune dissociation ni hiérarchie entre ces trois entités dynamiques et interdépendantes [...] un corpus de phénomènes observables, identifiables et reproductibles, caractéristiques de la vie affective humaine. L’haptonomie, parce qu’elle est étayée par un corpus théorique pluridisciplinaire, anatomoclinique, neurophysiologique, et psychologique, peut prendre en compte la manière dont s’opère et se rejoue sans cesse, le nouage entre la chair et l’esprit ».
Un des principes de bases de l'haptonomie repose sur un mode de présence à l'autre particulier, un "être-présent" par un sentiment attentif et sensitif ou « happerception ». L'happerception est une faculté de perception consciente qui s'étend au-delà de soi, englobant l'espace alentour.

## Domaines d'application
Le domaine d'application est l'accompagnement pré- et postnatal des parents et de leur(s) enfant(s).
L'hapto-obstétrique est destinée aux obstétriciens et sages-femmes; l'haptopédagogie aux professionnels de l'enfance et de l'adolescent ainsi qu'au enseignants; l'haptopsychothérapie aux psychologues, psychothérapeutes, psychiatres, pédopsychiatres, médecins généralistes, psychomotriciens; l'haptosynésie aux professionnels de la santé qui pratiquent soins et accompagnements auprès de personnes souffrant de maladie physiques ou de handicaps, et à ceux qui s'occupent des personnes âgées et des soins palliatifs.

## Haptonomie pré- et postnatale
Selon Catherine Dolto, la peau est le premier organe sensoriel à la disposition de l’enfant in utero et revêt ainsi une importance particulière. « L’haptonomie postule que très tôt, dès sa conception, le sujet, source autonome de désir, cherche sa sécurité et pour cela discrimine très précocement ce qui est pour lui bon ou mauvais ».
En accompagnement prénatal, les couples sont reçus en séance individuelle, soit dès le début de la grossesse, ou avant que celle-ci ne commence, soit, le plus souvent au quatrième ou au cinquième mois. Elle requiert l’implication et le désir des deux parents. La mère a un contact privilégié avec l’enfant qu'elle porte. Elle peut, avec le père, interagir avec l'enfant, le bercer par exemple ou même l'inviter à se déplacer à l’intérieur du giron. Ces actes de rencontre avec l'enfant in utero peuvent aider les mères dépressives ou ambivalentes à l'égard de leur grossesse. Ces échanges ludiques et réjouissants renseignent les parents sur l' état de l'enfant à qui ils procurent une solide sécurité de base.
D'après Dolto, « les bébés bien accompagnés prénatalement affrontent mieux les épreuves de la vie, même si celles-ci se présentent dès leur arrivée au monde. Ils ont un excellent tonus de posture, sont à la fois très éveillés, très paisibles, sécurisés et plutôt souriants. Leur développement et leur manière d’être nous obligent à repenser complètement la sémiologie pédiatrique ».

## Formation
En France, le CIRDH -FV n'accepte en formation que des praticiens dûment diplômés dans leur discipline.

## Recherche et validité scientifique
La plate forme CAIRN référence les publications à l'haptonomie, essentiellement "Présence Haptonomique", revue apériodique du Centre International de Recherche et de Développement de l'Haptonomie Frans Veldman (CIRDH-FV). Cette revue relate les pratiques cliniques de professionnels de la santé. La maison Médicale de soins palliatifs Jeanne Garnier à Paris a présenté en 2023 au congrès des soins palliatifs à Bordeaux, une étude sur la mise en œuvre de l'haptosynésie. Cette étude décrit les effets de cette approche tant sur les patients que sur les équipes.
Camille Jourdan in "L'haptonomie post-natale, revue de littérature" 2024 précise de manière assez claire la difficulté des approches humanistes en référence aux études médicales classiques.
"Pour rappel, l’haptonomie est par définition une pratique phénoméno-empirique. Elle s’appréhende principalement par l’expérience vécue. De plus la particularité de l’haptonomie postnatale est qu’elle s’intéresse en partie au développement de l’enfant qui est façonné par de nombreux stimuli provenant de l’environnement de l’enfant. Ces particularités rendent très complexe voire impossible la mise en place d’études scientifiques avec des niveaux élevés tels que par exemple des essais comparatifs randomisés qui nécessitent un protocole strict où les biais sont contrôlés".
L'efficacité thérapeutique de l'haptonomie ne semble pas avoir fait jusqu'ici l'objet d'études systématiques validées, mais est tout de même utilisée par des professionnels médicaux ou paramédicaux, en particulier dans l'accompagnement des parents avant et après la naissance d'un enfant.
D'après la Haute autorité de santé une étude préliminaire sur les préparations à la naissance publiée en 2000 portant sur un échantillon assez faible suggère que l’haptonomie pratiquée en maternité et pour les nouveau-nés pourrait avoir des effets bénéfiques.
Bien que se définissant comme une science, très peu d’études sont réalisées sur le sujet depuis la création de l’académie d’haptonomie et de kinésionomie à Nimègue en 1963. Sur Pubmed en 2024, moins de 20 études sur la question étaient référencées.

## Psychothérapie haptonomique
L’haptonomie fait partie des pratiques référencées par la Fédération française de psychothérapie et psychanalyse (FF2P) en tant qu'outil complémentaire.